# 毎日放送夕方ニュース枠
毎日放送夕方のローカルニュース枠（まいにちほうそうゆうがたのローカルニュースわく）は毎日放送（MBSテレビ）が毎日夕方に放送されているニュース番組の総称。

## 枠の歴史
- この番組は、1976年1月5日に「MBSナウ」が放送され、24年9ヶ月間続いており、2000年10月2日に「VOICE」が放送され、18年6ヶ月間続いた。2019年4月1日に「ミント!」の放送期間は2年にも満たず、平日夕方のローカルニュースとしても『MBSナウ』（24年9ヶ月放送）『VOICE』（18年半放送）を大幅に下回っている。現在は、「よんチャンTV」が放送されている。

## 放送されている番組
- MBSナウ（1976年1月5日～2000年9月29日）
- VOICE（2000年10月2日～2019年3月29日）
- ミント!（2019年4月1日～2021年3月5日）
  - Newsミント!（2021年3月8日～3月26日） - 『よんチャンTV』開始までのつなぎ番組。
- よんチャンTV（2021年3月29日～現在）